# Volkskommissariat für Landwirtschaft

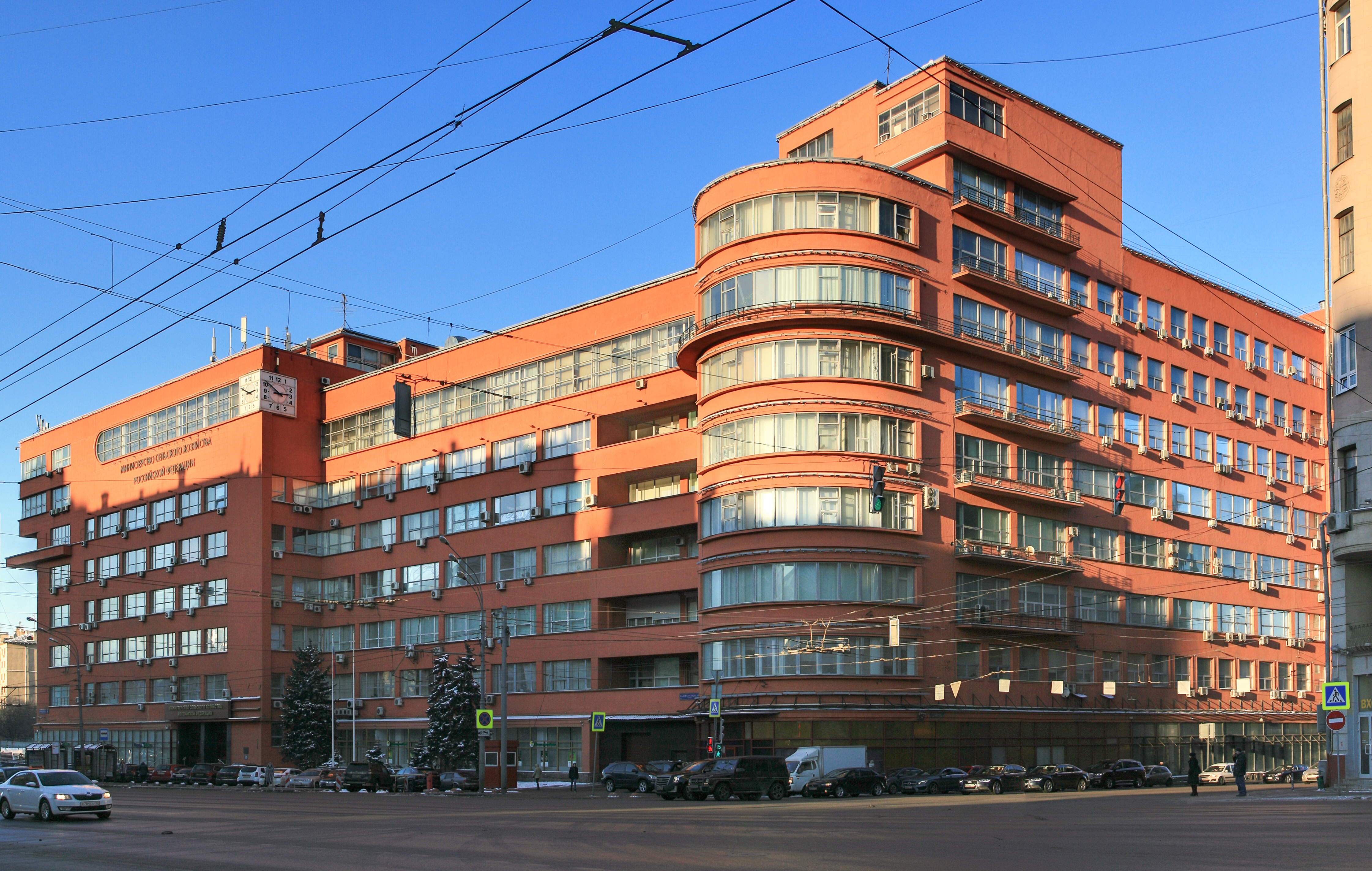
Volkskommissariat für Landwirtschaft, Moskau

Das Volkskommissariat für Landwirtschaft der UdSSR (russisch Народный комиссариат земледелия СССР Narodny komissariat semledelija SSSR; Abkürzung: НКЗ СССР; Transkription: NKS; meist nur kurz als Наркомзем bezeichnet, Transkription: Narkomsem) wurde am 7. Dezember 1929 gegründet. Die bereits vorher existierenden Volkskommissariate für Landwirtschaft in den einzelnen Sowjetrepubliken blieben dabei erhalten, ebenso die für die Landwirtschaft zuständigen Organe in den Oblasten und Regionen. Der erste Volkskommissar für Landwirtschaft der UdSSR war Jakow Jakowlew.
Die Schaffung eines Volkskommissariats für Landwirtschaft auf Unionsebene war erforderlich geworden, um eine „einheitliche Planung und Leitung für die Landwirtschaft der UdSSR zu schaffen und ein einheitliches Zentrum für die unmittelbare Leitung der großen landwirtschaftlichen Betriebe“ (Erlass des Zentralen Exekutivkomitees der UdSSR vom 7. Dezember 1929).
Das Volkskommissariat für Landwirtschaft hatte die Aufgabe den sozialistischen Umbau der Landwirtschaft zu lenken, den Aufbau der Sowchosen, Kolchosen und Maschinen-Traktoren-Stationen, sowie die Arbeit der Volkskommissariate für Landwirtschaft in den einzelnen Sowjetrepubliken zu lenken.
1930 bis 1933 war das Volkskommissariat mit den Problemen der Umsiedlung der Landbevölkerung beschäftigt und löste damit das Unionskomitee für Umsiedlungen (russ. Всесоюзный переселенческий комитет; ВПК) ab. Dieses Komitee war von 1925 bis 1930 beim Zentralen Exekutivkomitee für Fragen der „wirtschaftlichen Aneignung“ von unbesiedelten und dünn besiedelten Gebieten zuständig. Insbesondere Gebiete von größerer politischer oder wirtschaftlicher Bedeutung, mit entsprechenden Rohstoffvorkommen, waren für die Erhöhung der landwirtschaftlichen und industriellen Produktion vorgesehen.
Allein 1929, dem ersten Jahr des 1. Fünfjahrplanes der UdSSR, wurden 319.000 Personen umgesiedelt. Bereits davor waren eine Million Menschen im Rahmen der „Entkulakisierung“ in die fernöstliche Region, nach Sibirien, an den Unterlauf der Wolga und an den Ural umgesiedelt worden.
Mit diesen Umsiedlungen, die später als "Kulaken-Verbannung" (russ. кулацкая ссылка) bezeichnet wurden, beschäftigte sich die Abteilung "Sektor Landwirtschaft und Umsiedlung" des Volkskommissariats. Da die Umsiedlungen nicht zufriedenstellend organisiert und ausgeführt wurden, wurde diese Aufgabe 1933 bis 1936 dem Unionskomitee für Umsiedlungen beim Rat der Volkskommissare übertragen.
Das Volkskommissariat für Landwirtschaft wurde am 1. Oktober 1932 restrukturiert und ein zweites Volkskommissariat abgetrennt – das Volkskommissariat für Getreide- und Tierzucht-Sowchose (russ. Народный Комиссариат зерновых и животноводческих совхозов; kurz: Наркомсовхоз; Transkription: Narkomsowchos). Gleichzeitig blieb unter dem bisherigen Namen ein Volkskommissariat für Landwirtschaft erhalten.
Im Rahmen der Stalinschen Säuberungen, jedoch noch vor dem Großen Terror, wurde die sogenannte „Gruppe Konar-Wolf-Kowarskij“  von der Staatspolizei OGPU wegen konterrevolutionärer Tätigkeit, der Spionage und der Schädlingstätigkeit gegen die Volkswirtschaft angeklagt, am 11. März 1933 zum Tode verurteilt und am nächsten Tag erschossen. Konar war stellvertretender Volkskommissar im Narkomsem, Wolf war stellvertretender Volkskommissar im Narkomsowchos und Kowarskij war stellvertretender Vorsitzender im Traktorenkomitee.
Das Volkskommissariat für Landwirtschaft wurde auf dem 17. Parteitag der KPdSU (1934) dafür getadelt, dass es seinen Aufgaben bei der Leitung der 200.000 Kolchosen im Land nicht gewachsen sei. Der Volkskommissar Jakow Jakowlew wurde durch Tschernow (russ. М. А. Чернов) abgelöst. Nachdem er 1938 den „Säuberungen“ zum Opfer gefallen war, löste ihn Robert Eiche ab. Dieser fiel wiederum nach sechs Monaten den „Säuberungen“ zum Opfer. Nachfolger wurde Benediktow (russ. И. А. Бенедиктов), er war der erste Volkskommissar für Landwirtschaft, der eine landwirtschaftliche Hochschulausbildung hatte.
Im März 1946 wurde das Volkskommissariat für Landwirtschaft in Ministerium für Landwirtschaft umbenannt.

## Liste der Volkskommissare für Landwirtschaft
| Miljutin, Wladimir Pawlowitsch              | Милютин, Владимир Павлович                 | 1917      |
| Schlichter, Alexander Grigorjewitsch        | Шлихтер, Александр Григорьевич             | 1917      |
| Kolegaew, Andrei Lukitsch                   | Колегаев, Андрей Лукич                     | 1917–1918 |
| Sereda, Semjon Pafnutjewitsch               | Середа, Семён Пафнутьевич                  | 1918–1921 |
| Osinski-Obolenski, Walerian Walerianowitsch | Осинский-Оболенский, Валериан Валерианович | 1921–1922 |
| Jakowenko, Wassili Grigorjewitsch           | Яковенко, Василий Григорьевич              | 1922–1923 |
| Smirnow, Alexander Petrowitsch              | Смирнов, Александр Петрович                | 1923–1928 |
| Kubjak, Nikolai Afanassjewitsch             | Кубяк, Николай Афанасьевич                 | 1928–1929 |
| Jakowlew-Epstein, Jakow Arkadjewitsch       | Яковлев-Эпштейн, Яков Аркадьевич           | 1929–1934 |
| Tschernow, Michail Alexandrowitsch          | Чернов, Михаил Александрович               | 1934–1937 |
| Eiche, Robert Indrikowitsch                 | Эйхе, Роберт Индрикович                    | 1937–1938 |
| Benediktow, Iwan Alexandrowitsch            | Бенедиктов, Иван Александрович             | 1938–1943 |
| Andrejew, Andrei Andrejewitsch              | Андреев, Андрей Андреевич                  | 1943–1946 |